# Siniestro Total
I Siniestro Total sono un gruppo punk rock spagnolo, formatosi a Vigo nel 1981.

## Discografia

### Album in studio
- 1982 – Ayudando a los enfermos
- 1982 – ¿Cuándo se come aquí?
- 1983 – Siniestro Total II: El Regreso
- 1984 – Menos mal que nos queda Portugal
- 1985 – Bailaré sobre tu tumba
- 1987 – De hoy no pasa
- 1988 – Me gusta cómo andas
- 1990 – En beneficio de todos
- 1993 – Made in Japan
- 1995 – Policlínico miserable
- 1997 – Sesión vermú
- 2000 – La historia del blues
- 2005 – Popular, democrático y científico
- 2010 – Country & Western
- 2016 – El mundo da vueltas

### Album dal vivo
- 1992 – Ante todo mucha calma
- 1997 – Cultura popular
- 1997 – Así empiezan las peleas
- 2008 – Que parezca un accidente
- 2014 – La Noche de la Iguana

### Raccolte
- 1986 – Gran D Sexitos
- 1990 – Héroes de los ochenta
- 1992 – Ante todo mucha calma
- 1992 – Trabajar para el enemigo
- 1993 – Ojalá estuvieras aquí
- 1997 – Gato por liebre
- 2002 – ¿Quiénes somos? ¿De dónde venimos? ¿A dónde vamos?